# Johann Abraham Merklin

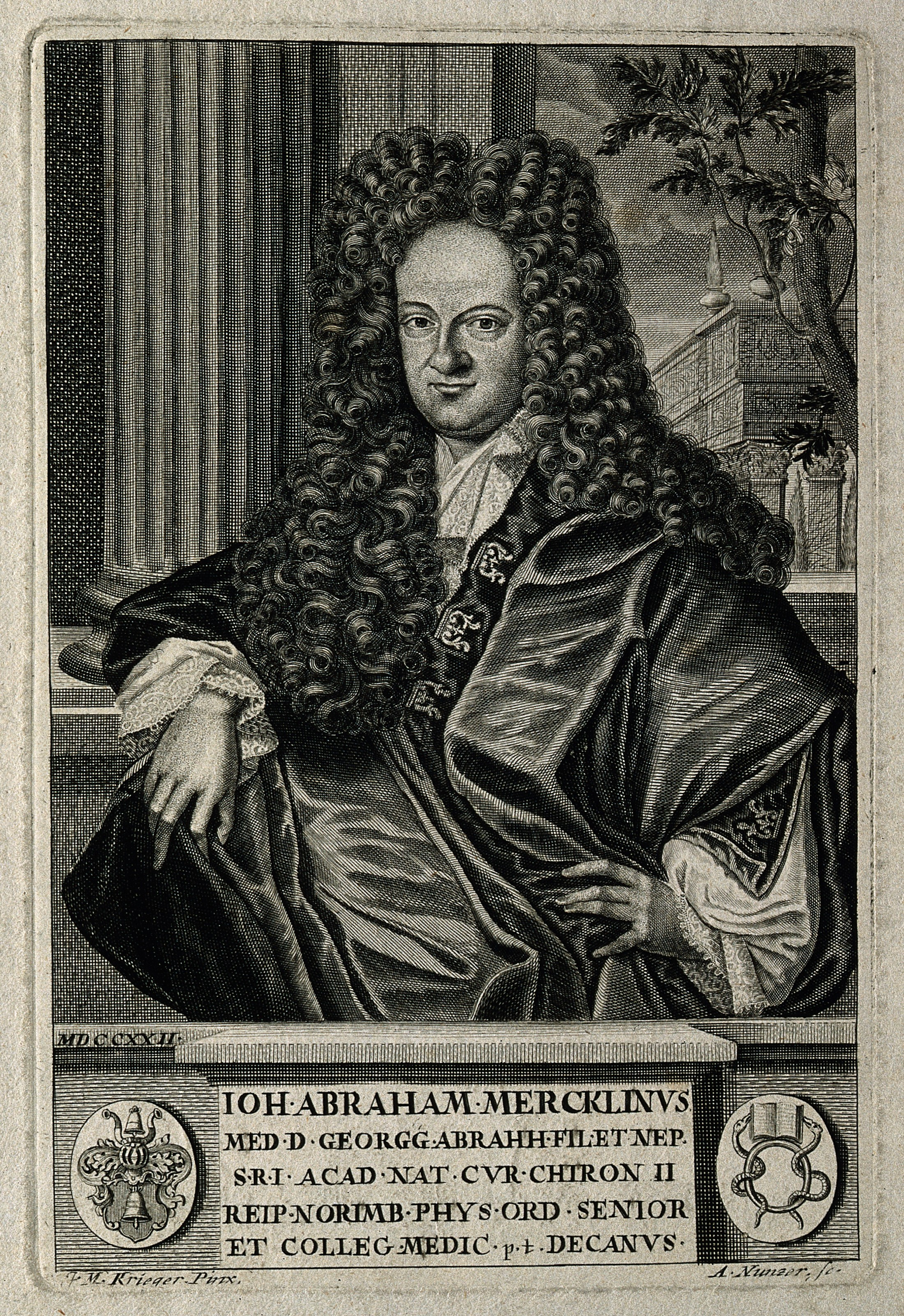
Johann Abraham Merklin

Johann Abraham Merklin (* 9. Juli 1674 in Nürnberg; † 1729 ebenda) war ein deutscher Mediziner und Mitglied der Gelehrtenakademie „Leopoldina“.

## Leben
Johann Abraham Merklin (auch: Mercklin) war Respondent an der Universität Altdorf. Am 29. Juni 1695 promovierte er zum Doktor der Medizin. Er wurde anschließend Physicus der freien Stadt Nürnberg. 
Sein Vater, Georg Abraham Mercklin (1644–1702), war Stadtmedicus in Nürnberg. Er war im Jahr 1676 als CHIRON I. in die Gelehrtenakademie „Leopoldina“ aufgenommen worden.
Sein Bruder war der deutsche Jurist Septimus Andreas Mercklin.
Johann Abraham Merklin wurde am 20. Dezember 1712 unter der Matrikel-Nr. 295 mit dem akademischen Beinamen CHIRON III. als Mitglied in die  Leopoldina aufgenommen.
Laut internationalem biographischem Index ist das Jahr 1720 abweichend das Todesjahr Johann Abraham Merklins.

## Werke
- Diss. inaug. de hydrope saccato, Altdorfium 1695. Digitalisat
- De feliciori nunc quam olim medicina diascepsis ..., 1696. Digitalisat
- mit Philipp Fraundorffer: In qua Octingentorum, contra omnis generis Morbos probatissimorum selectissimorumque Medicamentorum, in nullo Dispensatorio obviorum, sed partim ex optimis&hoc tempore celeberrimis Practicis desumptorum, partim ab Amicis communicatorum, partim ex privatis manuscriptis erutorum, partim denique propria industria inventorum, fidelis&accurata Descriptio, ordine, ut vocant, alphabetico, insculpta legitur. Cum Indice Morborum&Medicamentorum. Opus&Medicis,&Chirurgis,&Pharmacopoeis perutile. Tabula Smaragdina Medico-Pharmaceutica, 1713. Digitalisat